# WINSTONgolf
WINSTONgolf is een golfclub in Vorbeck in de Duitse deelstaat Mecklenburg-Voor-Pommeren. Eigenaar van de baan is de familie van Ben Pon Jr.
De club ligt in een landschap dat gevormd werd door eindmorenes en is daardoor zeer afwisselend. D Het landschap is dus van nature niet vlak en soms zelfs grillig. Door het landschap stroomt de Warnowrivier, die bij Rostock de Oostzee inloopt.
Er zijn twee 18-holes golfbanen:
- WINSTONopen is een championship-course die in 2002 werd geopend. De holes liggen verspreid in een landschap van 200 hectare. Het ontwerp is van ir Holger Rengstorf. De lengte vanaf de backtees is 6238 meter. Sommige holes gaan door de bossen, maar de meeste holes liggen in open terrein. Er zijn enkele waterpartijen aangelegd.

- - In 2005 werd op deze baan  het Duits Amateurkampioenschap Strokeplay gewonnen door Martin Kaymer.
  - In 2012 en 2013 werd hier het Pon Senior Open gespeeld.
- WINSTONlinks is een 18 holesbaan die in 2011 werd geopend. Deze linksbaan ligt in de bossen.

Er is ook een korte 9 holesbaan, de Kranich Course, met een par van 32.

## Pon Senior Open
In september 2012 werd op de WINSTONopen de eerste editie gespeeld van het Pon Senior Open om te vieren dat Ben Pon Sr 65 jaar geleden importeur voor Nederland van Volkswagen werd. Pon Holdings heeft een driejarige sponsorovereenkomst gesloten. Het prijzengeld was € 400.000. De eerste editie werd gewonnen door Terry Price.

De tweede editie is van 6-8 september 2013.